# Jean-Bédel Bokassa
Jean-Bédel Bokassa també conegut com a Salah Eddine Ahmed Bokassa i com a Bokassa I (22 de febrer de 1921- 3 de novembre de 1996). Emperador de Centreafricà. Va governar la República Centreafricana des de 1966, primer en qualitat de dictador militar i, des del 4 de desembre de 1976, com a emperador de l'Imperi Centreafricà, fins al seu derrocament el 20 de setembre de 1979.

## Carrera militar
Bokassa va néixer a Bobangi, Congo Mitjà, en l'actual República Centreafricana, llavors part de l'Àfrica Equatorial Francesa. El seu pare era un líder tribal. Bokassa es va unir a les Forces Franceses Lliures i va acabar la Segona Guerra Mundial com a sergent major condecorat amb la Legió d'Honor i la Croix de Guerre (Creu de Guerra). El 1961 ja havia aconseguit el rang de capità. Va deixar l'exèrcit francès el 1964 per unir-se al jove exèrcit centreafricà. Cosí del president David Dacko, Bokassa va ascendir fins a coronel i cap de personal de les forces armades.

## President de la República Centreafricana (1966-1976)
L'1 de gener de 1966, amb el país embolicat en una crisi econòmica, Bokassa va derrocar l'autoritari Dacko amb un cop d'estat i va assumir el poder com a president de la República i cap de l'únic partit polític, el Mouvement per l'évolution sociale de l'Afrique Noire (Moviment per l'Evolució Social de l'Àfrica Negra, en francès), MESAN. Bokassa va abolir la constitució de 1959 el 4 de gener i va començar a governar per decret.
Un cop d'estat fallit a l'abril de 1969 va ser aprofitat per Bokassa per consolidar el seu poder. Va ser proclamat Mariscal del país. Al març de 1972 es va autoproclamar president vitalici. Va superar un altre cop fallit al desembre de 1974 i va sobreviure a un intent d'assassinat el febrer de 1976.
Després d'una trobada amb el líder libi Muammar al-Gaddafi, Bokassa va decidir convertir-se a l'islam i va canviar el seu nom a Salah Eddine Ahmed Bokassa, aparentment en un acte calculat per assegurar l'ajuda econòmica de Líbia.

## Imperi Centreafricà (1976-1979)
Al setembre de 1976, Bokassa va dissoldre el govern i el va reemplaçar pel Conseil de la Révolution Centrafricaine (Consell de la Revolució Centreafricana).

### Més que una fantasia napoleònica
El 4 de desembre d'aquell any, al congrés del MESAN, Bokassa va canviar l'estatus del país de república a monarquia i va proclamar amb gran pompa la creació de l'Imperi Centreafricà. El nou sobirà va promulgar una constitució imperial, es va convertir al catolicisme i es va coronar a si mateix com a emperador Bokassa I en una fastuosa cerimònia a Bangui el 4 de desembre de 1977, que va causar l'admiració del món i va comptar amb la multitudinària presència del poble. El títol complet de S. M. Bokassa I era Empereur de Centrafrique par la volonté du peuple Centrafricain, uni au sein du parti politique national, li MESAN, "Emperador de Centreàfrica per la voluntat del poble centrafricà, unit al partit polític nacional, el MESAN".
L'emperador va justificar l'establiment de l'Imperi dient que en crear una monarquia ajudaria el país a "desmarcar-se" de la resta del continent i a obtenir el respecte del món. Va ser necessari invertir més de 20 milions de dòlars en la coronació del sobirà, a la qual va assistir un representant especial de la Santa Seu, però cap de les cases regnants estrangeres. L'emperador comptava amb el suport de sectors populars, que encara ara enyoren el seu règim. Molts van pensar que Bokassa estava boig, i se'l va comparar amb el dictador africà Idi Amin Dada per les seves egocèntriques extravagàncies. Van circular rumors a la premsa que Bokassa I ocasionalment menjava carn humana.
Encara que en crear-se el nou Imperi es va dir que seria una monarquia constitucional, no es van fer reformes democràtiques d'importància, i la repressió dels dissidents va continuar sent molt dura. La tortura era una pràctica molt estesa.
Malgrat la dictadura, França va continuar donant suport a Bokassa. El president Valéry Giscard d'Estaing era amic i defensor de l'emperador, i va proporcionar al règim una important ajuda econòmica i militar. En contrapartida, Bokassa portava sovint d'Estaing a fer excursions de caça a l'Àfrica i proveïa França d'urani, mineral vital per al programa d'armes nuclears francès. Amb el temps, la premsa francesa es va tornar cada vegada més crítica amb la relació entre d'Estaing i Bokassa, particularment després que es revelés que l'emperador assíduament donava diamants com a regal al president, fet que va acabar precipitant la caiguda de Giscard.
Un dels pocs reconeixements internacionals rebuts per Bokassa va ser el de la dictadura militar de l'Argentina, l'autodenominat Procés de Reorganització Nacional. Bokassa va ser rebut amb honors de cap d'estat a Buenos Aires pel dictador Jorge Rafael Videla.

### Fi de l'Imperi
El gener de 1979 el suport francès a Bokassa va minvar considerablement després que uns disturbis a la capital, Bangui, acabessin amb una massacre de civils per part de les forces armades. Del 17 al 19 d'abril un important nombre d'escolars van ser arrestats després que protestessin contra l'ús de costosos uniformes, l'ús dels quals era obligat pel govern. Al voltant de cent van ser morts.
L'expresident Dacko va obtenir el suport de França, que va intervenir militarment aprofitant que l'emperador estava de visita oficial a Líbia, i així es va posar fi a la monarquia africana, el 20 de setembre de 1979.

## Exili, tornada i mort (1979-1996)

### Exili
L'Emperador Bokassa va escapar a la Costa d'Ivori, i posteriorment va viure exiliat a París.

### Judici i presó
Bokassa va ser condemnat a mort in absentia el desembre de 1980, però va tornar del seu exili a França el 24 d'octubre de 1986. Va ser arrestat i jutjat per traïció, assassinat, canibalisme i apropiació indeguda de fons estatals. Durant el judici van ser aixecats els càrrecs de canibalisme, que no van poder ser demostrats. El tribunal republicà va condemnar l'emperador a mort el 12 de juny de 1987. La sentència va ser commutada a cadena perpètua el febrer de 1988, però seria reduïda posteriorment a vint anys.

### Amnistia i mort
Amb la tornada de la democràcia el 1993, el president André Kolingba va declarar una amnistia general a tots els presos en un dels seus últims actes com a president. L'antic sobirà i altres addictes al seu règim van ser alliberats l'1 d'agost d'aquell any.
Bokassa va tenir disset esposes i més de cinquanta fills. Va morir víctima d'un atac cardíac el 3 de novembre de 1996.
El monument commemoratiu del règim monàrquic encara es conserva.